# O.P.J.
O.P.J. est une série télévisée dramatique française créée par Bertrand Cohen, produite par Terence Films. La première saison, nommée OPJ, Pacifique Sud, de 50 épisodes de 26 minutes a été tournée en Nouvelle-Calédonie et diffusée depuis le 4 novembre 2019 sur le réseau La Première et du 11 novembre 2019 à 2020[Quand ?] sur France Ô.
La saison 2, renommée OPJ, est tournée en format de 52 min à La Réunion. Après la diffusion du prime unitaire qui a signé une part de marché leader supérieure à 20 % en audience veille (record sur la case du jeudi depuis 2010 - 4,3 millions de téléspectateurs), la série OPJ a généré 3,5 millions de vidéos de 52 min lues sur france.tv cet été 2021. Lors de sa diffusion quotidienne, OPJ a été le quatrième programme le plus consommé sur france.tv derrière Plus belle la vie, Un si grand soleil et les Jeux olympiques.

## Synopsis
La série montre la vie quotidienne d'une équipe d'officiers de police judiciaire (OPJ).
La première saison, dénommée OPJ Pacifique Sud, se déroule en Nouvelle-Calédonie, notamment à Nouméa. Une enquête se déroule sur deux épisodes. Dans chaque épisode, quelques séquences présentent des portraits de Calédoniens dans les rues ou les parcs de Nouméa.
Les saisons 2 à 6 se tournent à La Réunion.

## Distribution

### Acteurs principaux et récurrents

#### OPJ
- Yaëlle Trulès : Clarissa Hoarau
- Antoine Stip : Gaspard Watson, Capitaine (S1 à 5) puis Commissaire (à partir de l’épisode 9 de la S5)
- Nathan Dellemme : Lieutenant Jackson Bellerose
- Marielle Karabeu : Brigadier Kelly Kwaté
- Lisa Do Couto Teixeira : Brigadier Tahia Etheve (S4)
- Mona Claude : Brigadier Alice Bontemps (depuis la S5)

#### Médecin légiste
- Clémentine Julienne (S1) puis Marion Campan (S2 à 4) : Joséphine Fleury
- Laurent Robert : Liam Pomarès (depuis la S5)

#### Invités
- Olivier Marchal : Commissaire divisionnaire Lombardini (2x01, 2x02)
- Samir Boitard : Alex Marcus de l'IGPN (2x01, 2x02)
- Lola Dewaere : Sarah Clain (3x01, 3x02)
- Thomas Jouannet : Angelo Ferrier (3x09, 3x10)
- Arié Elmaleh : Dimitri Caron (4x01, 4x02)
- Barbara Cabrita : Capitaine Bianca Loretti (4x03, 4x04)

#### Famille Clarissa Hoarau
- Hindra Armede : Agathe Hoarau, la fille de Clarissa (S1 à 4)
- Jonathan Redon : Noam Hoarau, le fils de Clarissa (S1)

#### Famille Gaspard Watson
- François Gobard : Douglas Watson (S2 et 3)

#### Autres
- Alexandre Varga (S1) puis Robert Plagnol (S2) : Raphaël Mayer, avocat, officier traitant DGSE
- Julia Paul : Manon Lambert (S1)
- Paul Bartel : Édouard (S2)
- Marie Payet : Chris (S2 et 3 (épisode Ange ou Kaniar))
- Toussaint Martinetti : lieutenant-colonel Florian Hoarau (S2 et 3)

### Acteurs secondaires
- Stéphan Beauregard : Jimmy, serveur Bar
- Manon Rossi : Sarah Chiron, femme violentée
- Macha Orlova : Colette Didier, secrétaire médicale
- Jean Lecordier : Dr Rizk
- Marly Marka : Mathieu
- Pauline Latchoumanin : Louna. (Joue des rôles différents dans les S2,3,4 + sa petite sœur)[pas clair].
- Alexandra Dellemme : Rosalie Prévost
- Mickael Marguerite : Vendeur Bar
- Jean Laurent Faubourg : Commandant Laurent
- Carole Revertgat : Cléa Maury
- Daniel Léocadie : Rémi Aubin
- William Vity : Quentin Friche
- Christian Bettoum : Légiste (Richard)
- Karen Payet : Jessica Place
- Lydie Boccadifuoco : Technicien Scientifique
- Marcelino Méduse : Damian Fage
- Fany Turpin : serveuse bar
- Patricia Ricordel : Carmen Brossat
- Florient Jousse : Marc Brossat Vicenti
- Karima Ghanty : Tamara Clain
- Jean-Louis Paris : Monsieur Prétin
- Sarah Rivière : Amélie, remplaçante Kelly
- Yohan Lamy : voleur
- Élica Rajoeliarisoa : agent OPJ Lydie
- Jonathan Tribes : Monsieur Samyn
- Guillaume Bouteiller : serveur bar
- Marlène Longo : Sherley Baya
- Mickael Hoareau : Steeve Camara
- Jacques Deshayes : Daniel Lauret
- Kevin Huet : Zachary Manin
- Régis Quimbre : Abel Rossi
- Sylviane Parangon : agent de police
- Thierry Vaitilingom : garagiste de Willy
- Benjamin Weislo : agent Fred
- Philippe Morlier : patron supérette
- Fabrice Michel : agent témoin Thierry
- Benjamin Weislo : agent témoin Fred
- Thierry Begoghina : agent OPJ
- Louzolo Mahonga : Jonas Paquet
- Stéphane Payet : Kamal Ponga
- Rémi Payet : l'homme menaçant
- Sandra Chancel : voisine supérette
- Eva Geisert : l'adolescente
- Dominique Attali : mère Luis Atonio
- Audrey Lévy : Camille Berger
- Francis Convert : Antoine Boulet
- Marlène Vincent : Anaïs Cardeau
- El Hadi Iherkouken : Paolo Nativel
- Michel Barre : Bernard Lebon
- Loïc Rossetto : Pablo Ruiz
- Aurélie Schos : Aline Delbos
- David Érudel : Chen Lang
- Diana Hoareau : Amaïs Vidot
- Stéphanie Nirlo : Annabelle Boyer
- Noé Castanier : Théo Boyer
- Fabrice Lartin : Ben Grondin
- Julien Dijoux : Sam Grondin
- Eddy Grondin : un gendarme
- Bruno Rajosefa : officier de police
- Élijah Rossi : Léonie Boyer
- Priscilla Thim Siong : agent OPJ
- Gilles Agelou : Nathan Marcus
- Frédéric Viguerie : Médecin (S3), Nino Legros (S5)

## Production

### Écriture
Directrice de collection : Eugénie Dard

### Réalisation
- François Bigrat
- Matthieu Vollaire
- Stéphane Meunier
- Florian Thomas

### Scénaristes
- José Caltagirone
- Eugénie Dard
- Juliette Gilot
- Bertrand Cohen
- Emmanuelle Dupuy

### Tournage
Le tournage de la première saison a duré 49 jours du 9 mars au 5 juin 2019. Il y a 70 rôles locaux en dehors des figurants.
Le tournage de la saison 2, interrompu en raison de la pandémie Covid-19, a lieu à La Réunion.
La saison 3 se tourne du mois d'août à septembre 2021 à La Réunion et se compose de 18 épisodes de 52 minutes, dont 4 en heure de grande écoute.
Le tournage de la saison 4 se déroule du 18 mai au 9 août 2022, toujours à La Réunion pour une diffusion durant l'été 2023.
Cette saison contient 18 épisodes de 52 minutes.
Le tournage de la saison 5 se déroule de juin à septembre 2023 à La Réunion,.

### Audiences
La série s'est installée sur les antennes de France Télévisions.
Après la diffusion du prime unitaire qui a signé une part de marché leader supérieure à 20 % (record sur la case du jeudi depuis 2010 - 4,3 millions des téléspectateurs, 21,7 % et 4,7 millions avec le replay), la série OPJ a généré 3,5 millions de vidéos de 52 min lues sur france.tv cet été 2021. Lors de sa diffusion quotidienne, OPJ a été le 4e programme le plus consommé sur francetv.fr derrière Plus belle la vie, Un si grand soleil et les Jeux Olympiques.

## Épisodes

### Première saison (2019)
La première saison existe en deux versions :
- une version de 50 épisodes de 26 minutes ;
- une version de 20 épisodes de 52 minutes.

Il s'agit des mêmes intrigues, avec un remontage des épisodes.
- Version 26 minutes

1. Bienvenue à bord
2. Communication brouillée
3. La Crise de la quarantaine
4. Dommage collatéral
5. Confession intime
6. Huit secondes pour mourir
7. Le baiser du scorpion
8. Brokeback Noumea
9. Harcèlement
10. Triste anniversaire
11. Metro, boulot, dodo
12. Flic ou kanak
13. Un défi de taille
14. Le Paradis
15. Tentations
16. Jeux d'enfants
17. Game Over
18. Jamais sans ma fille
19. Amours interdites
20. Telle mère, telle fille
21. Personne n'est parfait
22. Le diable est dans les détails
23. L'ange rose
24. La non demande en mariage
25. Le Saut de l'ange
26. Coquillages et macchabée
27. Sans âme
28. Le Poids du mensonge
29. C'est pas l'homme qui prend la mer
30. La Blanche
31. Boucan d'enfer
32. Esprit es-tu là ?
33. Dérapage, un vrai flic
34. Ni avec toi, ni sans toi
35. Pour le pire et pour le meilleur
36. Pure-sang
37. Retour de flamme
38. Bonnie and Clyde
39. ADN
40. Puisque tu pars
41. La corde au cou
42. La mariée était en rouge
43. Aux amoureux, rien d'impossible
44. 1+1=3
45. Te garder près de moi
46. Troubles au paradis
47. Intuition
48. Braqueur au grand cœur
49. Amours et trahisons
50. L'amour en fuite

- Version 52 minutes

1. Un Plat qui se Mange Froid (1/2)
2. Un Plat qui se Mange Froid (2/2)
3. Huit Secondes pour Mourir (1/2)
4. Huit Secondes pour Mourir (2/2)
5. Sang Filtre (1/2)
6. Sang Filtre (2/2)
7. Jeux d'Enfants (1/2)
8. Jeux d'Enfants (2/2)
9. Nouméa Graffitis (1/2)
10. Nouméa Graffitis (2/2)
11. Coquillages et Macchabée (1/2)
12. Coquillages et Macchabée (2/2)
13. Boucan d'Enfer (1/2)
14. Boucan d'Enfer (2/2)
15. Un Père et Passe (1/2)
16. Un Père et Passe (2/2)
17. Mariage au Paradis (1/2)
18. Mariage au Paradis (2/2)
19. Robinson et la Vie Sauvage (1/2)
20. Robinson et la Vie Sauvage (2/2)

### Deuxième saison (2021)
1. Marcus (1/2) (Épisode Prime time)
2. Marcus (2/2) (Épisode Prime time)
3. Le berceau de sang (1/2)
4. Le berceau de sang (2/2)
5. Les nouveaux sauvages (1/2)
6. Les nouveaux sauvages (2/2)
7. Jardin d'éden (1/2)
8. Jardin d'éden (2/2)
9. Tuer Willy (1/2)
10. Tuer Willy (2/2)
11. À mains armées (1/2)
12. À mains armées (2/2)
13. Balance ton doc (1/2)
14. Balance ton doc (2/2)
15. Le mystère Étienne Frank (1/2)
16. Le mystère Étienne Frank (2/2)
17. Juste à côté du cœur (1/2)
18. Juste à côté du cœur (2/2)
19. Mortelles randonnées (1/2)
20. Mortelles randonnées (2/2)

### Troisième saison (2022)
Cette troisième saison se déroule à nouveau sur l'île de La Réunion. Elle est diffusée pour la première fois en France lors des premières semaines d'août 2022, hormis les deux parties de l'épisode spécial, intitulé Sarah Clain, qui sont diffusées en première partie de soirée le jeudi 28 juillet 2022, sur France 3. Cependant, les épisodes sont accessibles en avant-première aux personnes inscrites ou s'inscrivant sur la plateforme de rattrapage en ligne, dès le mois de juillet.
1. Sarah Clain (1/2) (Épisode Prime time)
2. Sarah Clain (2/2) (Épisode Prime time)
3. En plein vol (1/2)
4. En plein vol (2/2)
5. Meurtre dans un nid de coucou (1/2)
6. Meurtre dans un nid de coucou (2/2)
7. Rhum indien (1/2)
8. Rhum indien (2/2)
9. Angelo (1/2) (Épisode Prime time)
10. Angelo (2/2) (Épisode Prime time)
11. Escroc escroqué (1/2)
12. Escroc escroqué (2/2)
13. Ange ou kaniar (1/2)
14. Ange ou kaniar (2/2)
15. Instadrame (1/2)
16. Instadrame (2/2)
17. Les dents de la terre (1/2)
18. Les dents de la terre (2/2)

Les épisodes Prime time sont plus longs que les autres (5 à 6 minutes par épisode).

### Quatrième saison (2023)
Cette quatrième saison se déroule à nouveau sur l'île de La Réunion. Elle est diffusée sur France 3 à partir du 6 juillet 2023.
1. Dimitri (sauver Charlie) (1/2)
2. Dimitri (sauver Charlie) (2/2)
3. Bianca (une enquête intime) (1/2)
4. Bianca (une enquête intime) (2/2)
5. Ambition mortelle  (1/2)
6. Ambition mortelle (2/2)
7. Team building (1/2)
8. Team building (2/2)
9. Abusés (1/2)
10. Abusés (2/2)
11. Quitte ou double (1/2)
12. Quitte ou double (2/2)
13. Urbex 974 (1/2)
14. Urbex 974 (2/2)
15. Undercover (1/2)
16. Undercover (2/2)
17. Jane Doe (1/2)
18. Jane Doe (2/2)

### Cinquième saison (2024)
La cinquième saison se situe toujours sur l'île de La Réunion. Elle est diffusée en Belgique sur La Une à partir du 21 mars 2024 et en France sur France 3 à partir du 28 mars 2024.
1. Main courante (1/2)
2. Main courante (2/2)
3. Double dame (1/2)
4. Double dame (2/2)
5. Noces de sang (1/2)
6. Noces de sang (2/2)
7. Fréquence meurtre (1/2)
8. Fréquence meurtre (2/2)
9. Thérapie de couple (1/2)
10. Thérapie de couple (2/2)
11. Raid mort (1/2)
12. Raid mort (2/2)
13. Talon Zirondel (1/2)
14. Talon Zirondel (2/2)
15. Blackout (1/2)
16. Blackout (2/2)
17. Carré VIP (1/2)
18. Carré VIP (2/2)

### Sixième saison (2025)
La sixième saison se situe toujours sur l'île de La Réunion. Elle est diffusée en Belgique sur La Une à partir du 21 mai 2025 et en France sur France 3 à partir du 8 juillet 2025.
1. Malgré elle (1/2)
2. Malgré elle (2/2)
3. Le fruit défendu (1/2)
4. Le fruit défendu (2/2)
5. Rien de personnel (1/2)
6. Rien de personnel (2/2)
7. Cadavre exquis (1/2)
8. Cadavre exquis (2/2)
9. En mauvais therme (1/2)
10. En mauvais therme (2/2)
11. Mort en réserve (1/2)
12. Mort en réserve (2/2)